# Petrîkivți, Hmilnîk
Petrîkivți (în ucraineană Петриківці) este localitatea de reședință a comunei Petrîkivți din raionul Hmilnîk, regiunea Vinnița, Ucraina.

## Demografie
Componența lingvistică a localității Petrîkivți
     Ucraineană (99,42%)
     Alte limbi (0,58%)
Conform recensământului din 2001, majoritatea populației localității Petrîkivți era vorbitoare de ucraineană (99,42%), existând în minoritate și vorbitori de alte limbi.